# Палмер, Тим
Тим Палмер (Timothy Noel Palmer; род. 31 декабря 1952, Кингстон-апон-Темс) — британский физик, климатолог. Доктор философии, профессор Оксфордского университета, член Лондонского королевского общества (2003), иностранный член Американского философского общества (2015) и НАН США (2020).

## Биография
Окончил с отличием Бристольский университет со степенью по физико-математическим наукам (1974).
Собравшись стать физиком-теоретиком, поступил в докторантуру в Оксфорд под начало Д. У. Сиама, занимался общей теорией относительности. Затем стал постдоком в Кембридже в группе Стивена Хокинга, однако заинтересовавшись климатологией благодаря знакомству с Raymond Hide, переключился на погодные и климатические исследования. Работал в Метеорологической службе Великобритании и Европейском центре среднесрочных прогнозов погоды, провел год в Вашингтонском университете. Член Совета ЛКО (2008-9). В 2010 году возвратился в Оксфорд — как исследовательский профессор Королевского общества по физике климата, профессорский фелло тамошнего колледжа Иисуса.
С 2011 по 2012 год президент Королевского метеорологического общества. Являлся Rothschild Distinguished Visiting Professor в кембриджском Институте Исаака Ньютона.
Фелло Королевского метеорологического общества с 1978 года, Американского геофизического союза (2013), Американского метеорологического общества (почётный член с 2019 года) и Европейской академии (2004), иностранный почётный член Американской академии искусств и наук (2019).
В октябре 2022 года опубликовал научно-популярную книгу об учете неопределенности при изучении различных процессов (от квантовой физики до изменения климата) под названием The Primacy of Doubt (приоритетность сомнения).
Со студенческих лет играет на гитаре в рок-н-ролльной группе, увлекается игрой в гольф и велосипедной ездой. Женат, трое сыновей.

## Награды и отличия
- Серебряная медаль European Meteorological Society (EMS)
- Royal Society Esso Gold Medal (1986)
- RMetS Buchan Prize (1988)
- Jule G. Charney Award[англ.], Американское метеорологическое общество (1997)
- Norbert Gerbier-Mumm International Award, Всемирная метеорологическая организация (2006)
- Нобелевская премия мира 2007 года (в составе МГЭИК)
- RMetS Adrian Gill Prize (2008)
- Carl-Gustaf Rossby Research Medal[англ.], Американское метеорологическое общество (2010)
- Лекция Бьеркнеса (Bjerknes Lecture), Американский геофизический союз (2010)
- Медаль и премия Дирака Института физики (2014)
- Медаль Льюиса Фрая Ричардсона, Европейский союз наук о Земле (2018)
- Золотая медаль Королевского астрономического общества (2023)

Почётный доктор альма-матер Бристольского университета (2016).
Командор ордена Британской империи (2015).